# Régi városháza (Kiskunfélegyháza)
A kiskunfélegyházi régi városháza középület volt, amely 1823-as felépítésétől 1910-ben történt lebontásáig határozta meg a városközpont képét. 
Az egyemeletes, timpanonos, klasszicista épületet a nádori jóváhagyást megelőzően, 1823. májusától kezdték építeni, s novemberre már használatba is vették. Az épület terveit a budapesti Landes Bau Ober Direction (Állami Építészeti Főigazgatóság) készítette 1823 januárjában.
Az épület főhomlokzata 4+3+4 tengelyes volt. A középrizalit három tengelye közül a középső kocsibejáró volt, amely az udvarra vezetett. Innen lehetett balra egy udvari fallal párhuzamos folyosón keresztül az adószedői és a másodbírói szobába jutni. A főhomlokzat első földszinti ablaka az adószedői pénztáré, a második a másodbírói pénztáré, a harmadik és a negyedik a másodbíróé volt. A rizalit bal oldali ablaka mögött két fogházi szoba húzódott meg. A kocsibejárótól jobbra gondnoki lakás húzódott meg. A kocsibejárót az udvari és a főhomlokzati kapu boltívein kívül három további boltív tagolta. Az egyébként latin szavakkal tarkított német feliratok közt még ez olvasható: „Speisz für den Gaszda” (a gondnok kamrája). A gondnoki lakásba vezető előszobából indult a jobból balra kanyarodó, emeletre vezető, félköríves lépcsőház. Felérve az emeletre először egy kisebb, majd egy nagyobb előtér nyílt. A nagyobb előtér az udvarra nézett le, innen nyílt a főhomlokzat három ablaka mögé rejtett nagyterem. Ez utóbbi 1910-ig a városi közgyűlések színteréül szolgált, de a 200 fős képviselőtestület hely híján sohasem fért el benne. Az épületben volt a városi levéltár is.
Az épület mellé építették 1886-ban a Korona Szállót. 1889-ben kisebb javításokat végeztek rajta.
Lebontását 1909 őszén határozta el a város, hogy az épület telkének hátsó részén építeni kezdett városházát egészében fel lehessen építeni. Az elbontás eleinte komoly ellenállásba ütközött, 1910 augusztusában végül mégis lebontották, s helyén felépült a mai városháza Petőfi téri szárnya.
Az épület tervei a kiskunfélegyházi levéltárban és a Kiskun Múzeumban találhatók.